# 忠正路駅
忠正路駅（チュンジョンノえき）は、大韓民国ソウル特別市西大門区忠正路3街にあるソウル交通公社の駅。両線共に京畿大入口の副駅名がある。

## 利用可能な鉄道路線
ソウル交通公社
 2号線 - 駅番号は243
 5号線 - 駅番号は531

## 歴史
- 1984年5月22日 - ソウル特別市地下鉄公社（当時）2号線・ソウル大入口～新道林～乙支路入口区間の開業とともに開業。
- 1996年12月30日 - ソウル特別市都市鉄道公社（当時）5号線・汝矣島～往十里区間の開通とともに乗換駅になる。
- 2005年1月1日 - ソウル特別市地下鉄公社がソウルメトロに改称。
- 2017年5月31日 - ソウルメトロとソウル特別市都市鉄道公社が統合され、ソウル交通公社の駅となる。

## 駅構造
｢H｣字のように両路線が連結されており、連絡通路が長いため乗り換えには時間を要する。
2号線のホーム階は地下3階で、島式ホーム1面2線を有する。フルスクリーンタイプのホームドアが設置されている。
改札階は地下2階で、改札口は西側（阿峴寄り）と東側（市庁寄り）の2ヶ所ある。5号線との連絡通路は西側の改札内にある。化粧室は改札外にある。
出入口は1番から6番までの計6ヶ所ある。
5号線のホーム階は地下5階で、島式ホーム1面2線を有する。フルスクリーンタイプのホームドアが設置されている。2号線に乗り換える場合、地下2階にある連絡通路を利用することができる。
改札階は地下1階で、改札口は1ヶ所ある。化粧室は改札外にある。
出入口は7番から10番までの計4ヶ所ある。

### のりば
案内上ののりば番号は設定されていない。 
| ホーム             | 路線               | 行先                                          |                    |
| 2号線ホーム（B3F） | 2号線ホーム（B3F） | 2号線ホーム（B3F）                            | 2号線ホーム（B3F） |
| ------------------ | ------------------ | --------------------------------------------- | ------------------ |
| 内回り             | 2号線              | 市庁・乙支路3街・東大門歴史文化公園・新堂方面 |                    |
| 外回り             | 2号線              | 弘大入口・堂山・永登浦区庁・新道林方面        |                    |
| 5号線ホーム（B5F） |                    |                                               |                    |
| 上り               | 5号線              | 孔徳・汝矣島・金浦空港・傍花方面              |                    |
| 下り               | 5号線              | 鍾路3街・往十里・上一洞・馬川方面             |                    |

## 利用状況
近年の一日平均利用人員推移は下記のとおり。
| 路線  | 路線     | 2000年 | 2001年 | 2002年 | 2003年 | 2004年 | 2005年 | 2006年 | 2007年 | 2008年 | 2009年 | 出典  |
| ----- | -------- | ------ | ------ | ------ | ------ | ------ | ------ | ------ | ------ | ------ | ------ | ----- |
| 2号線 | 乗車人員 | 8,305  | 9,298  | 10,122 | 10,748 | 11,247 | 11,007 | 11,127 | 11,450 | 11,191 | 11,378 | [ 1 ] |
| 2号線 | 降車人員 | 8,654  | 9,647  | 10,479 | 11,290 | 11,806 | 11,605 | 11,822 | 12,199 | 11,922 | 12,362 | [ 1 ] |
| 2号線 | 乗降人員 | 16,959 | 18,945 | 20,601 | 22,038 | 23,053 | 22,611 | 22,949 | 23,649 | 23,113 | 23,740 | [ 1 ] |
| 5号線 | 乗車人員 | 4,538  | 4,098  | 3,826  | 3,606  | 3,865  | 3,885  | 3,967  | 3,988  | 3,901  | 3,952  | [ 2 ] |
| 5号線 | 降車人員 | 4,200  | 3,665  | 3,569  | 3,467  | 3,717  | 3,790  | 3,878  | 3,928  | 3,850  | 3,991  | [ 2 ] |
| 5号線 | 乗降人員 | 8,738  | 7,763  | 7,394  | 7,073  | 7,582  | 7,675  | 7,845  | 7,917  | 7,751  | 7,944  | [ 2 ] |
| 路線  | 路線     | 2010年 | 2011年 | 2012年 | 2013年 | 2014年 | 2015年 | 2016年 |        |        |        |       |
| 2号線 | 乗車人員 | 11,818 | 11,833 | 12,539 | 12,445 | 11,928 | 11,464 |        |        |        |        |       |
| 2号線 | 降車人員 | 12,616 | 12,440 | 13,245 | 13,279 | 12,897 | 12,357 |        |        |        |        |       |
| 2号線 | 乗降人員 | 24,434 | 24,273 | 25,784 | 25,724 | 24,826 | 23,821 |        |        |        |        |       |
| 5号線 | 乗車人員 | 4,063  | 4,097  | 4,515  | 5,083  | 4,921  | 4,752  | 4,673  |        |        |        |       |
| 5号線 | 降車人員 | 4,110  | 4,213  | 4,690  | 5,300  | 5,174  | 4,939  | 4,772  |        |        |        |       |
| 5号線 | 乗降人員 | 8,173  | 8,310  | 9,205  | 10,382 | 10,095 | 9,691  | 9,445  |        |        |        |       |

## 駅周辺
- KT阿峴支店
- 東亜日報社忠正路社屋（海洋水産部と同じ建物）
- 海洋水産部（東亜日報社屋を間借り）
- ソウル特別市上水道事業本部
- 中林治安センター
- 忠正路三叉路
- 忠峴洞住民センター
- 駐韓フランス大使館（2号線側出口利用）
- 韓国経済新聞社
- ウリィ経営アカデミー（KT阿峴支店方面）
- 鍾根堂ビル
- 阿峴トンネル（京義線）
- 阿峴高架車道
- 救世軍ビル
- 京畿大学校ソウルキャンパス[3]
- 江北三星病院
- 韓国公認会計士会（朝鮮語版）
- 薬峴聖堂（朝鮮語版）
- ソウル渼洞初等学校（朝鮮語版）

## 隣の駅
ソウル交通公社
 2号線
阿峴駅 (243) - 忠正路駅 (243) - 市庁駅 (201)
 5号線
エオゲ駅 (530) - 忠正路駅 (531) - 西大門駅 (532)